# Delphinium wislizenii
Delphinium wislizenii är en ranunkelväxtart som beskrevs av Georg George Engelmann. Delphinium wislizenii ingår i släktet storriddarsporrar, och familjen ranunkelväxter. Inga underarter finns listade i Catalogue of Life.